# Qazaqstan Kubogy 2000-2001
La Qazaqstan Kubogy 2000-2001 è stata la 9ª edizione della Coppa del Kazakistan. Il torneo è iniziato il 18 luglio 2000 e si è concluso il 17 giugno 2001.

## Primo turno
| Squadra 1                     | Totale | Squadra 2      | Andata | Ritorno |
| ----------------------------- | ------ | -------------- | ------ | ------- |
| 8 luglio / 5 settembre 2000   |        |                |        |         |
| Jiger                         | -      | Jeñis          | 0 - 1  | n.d.    |
| 25 luglio / 25 agosto 2000    |        |                |        |         |
| Esil-Bogatyrʹ                 | 3 - 1  | Aqmola         | 2 - 1  | 1 - 0   |
| 24 agosto / 5 settembre 2000  |        |                |        |         |
| Tobyl                         | 2 - 5  | Elimaı         | 2 - 1  | 0 - 4   |
| 26 agosto / 5 ottobre 2000    |        |                |        |         |
| Shahter Qaraǵandy             | 2 - 0  | Vostok Óskemen | 1 - 0  | 1 - 0   |
| 28 agosto / 25 settembre 2000 |        |                |        |         |
| Dostyq                        | 2 - 4  | CSKA-Qaýrat    | 1 - 3  | 1 - 1   |
|                               |        |                |        |         |
| Qaısar-Hurricane              | -      | Batır          | n.d.   | n.d.    |
| Ertis                         | -      | Jetisý         | n.d.   | n.d.    |
| Qairat                        | -      | Taraz          | n.d.   | n.d.    |

## Quarti di finale
| Squadra 1                    | Totale      | Squadra 2   | Andata | Ritorno |
| ---------------------------- | ----------- | ----------- | ------ | ------- |
| 5 ottobre / 11 ottobre 2000  |             |             |        |         |
| Qaısar-Hurricane             | 2 - 3       | Ertis       | 2 - 0  | 0 - 3   |
| 21 ottobre / 25 ottobre 2000 |             |             |        |         |
| Esil-Bogatyrʹ                | 5 - 3       | CSKA-Qaýrat | 3 - 2  | 2 - 1   |
| Elimaı                       | 4 - 5       | Jeñis       | 4 - 1  | 0 - 4   |
| 26 ottobre / 30 ottobre 2000 |             |             |        |         |
| Shahter Qaraǵandy            | 1 - 1 (gfc) | Qairat      | 0 - 0  | 1 - 1   |

## Semifinali
| Squadra 1                 | Totale | Squadra 2         | Andata | Ritorno |
| ------------------------- | ------ | ----------------- | ------ | ------- |
| 6 maggio / 16 maggio 2001 |        |                   |        |         |
| Ertis                     | 2 - 0  | Shahter Qaraǵandy | 2 - 0  | 0 - 0   |
| 6 maggio / 18 maggio 2001 |        |                   |        |         |
| Jeñis                     | 1 - 0  | Esil-Bogatyrʹ     | 1 - 0  | 0 - 0   |

## Finale
| Arbitro: | Rovensïx (Almaty) |

|                                             |                      |                                      |
| Tlechugov 55’                               | Marcatori            | 26’ (rig.) Nilton                    |
| Kozyulïn Tlechugov Lovčev Zençenkov Aksënov | Tiri di rigore 5 – 4 | Krotov Nilton Kirov Urdabayev Klişin |